# Валентност
Вижте пояснителната страница за други значения на Валентност.
Валентност се нарича свойството на атомите на даден елемент да се съединяват химически с точно определен брой атоми от други елементи, както гласи атомно-молекулната теория. Може да се даде аналогия на валентността, като броя на ръчичките които има даден атом, с които той може да хваща точно определен брой други атоми. Валентността е цяло число, което показва с колко водородни атома може да се съедини или би могъл да се съедини атомът на даден елемент. Максималната стойност на това число е 8.
Валентността зависи от способността на атомите да отделят, приемат или поделят електрони. От гледна точка на теорията за строежа на атомите валентността е свойство на атом на даден химичен елемент да участва с определен брой валентни електрони в образуването на химични връзки. Числената стойност на валентността се определя от броя на електроните, с които един атом участва в създаването на химични връзки в резултат на химично взаимодействие.

## Особености
Във вещества с ковалентна химична връзка валентността се определя от броя на единичните електрони, с които един атом образува химични връзки.
Във веществата с йонна химична връзка валентността се определя от броя на отдадените и приетите електрони. Например в CaBr2 калцият е от втора валентност, защото отдава два валентни електрона, а бромът е от първа валентност, защото приема един електрон. По такъв начин валентността на калция съвпада със заряда на калциевите катиони, а валентността на брома съвпада със заряда на бромидните аниони.
Ca – 2 e- → Ca2+
2 Br + 2 . 1 e- → 2 Br-
Затруднения при определяне на валентността на елементите в някои съединения се получават, когато в съединението има химични връзки, получени по донорно-акцепторен механизъм. Например в комплексния йон [Fe(CN)6]4- шестте химични връзки между Fe2+ и CN- са равностойни, въпреки че желязото не е от шеста валентност.
Следователно валентността на елементите се обуславя от строежа на техните атоми. За определяне на валентността на елемента от значение са единичните, несдвоени електрони на неговите атоми, неподелените им електронни двойки или наличието на вакантни валентни атомни орбитали.
Някои елементи проявяват постоянна валентност (атомите на инертните газове са от нулева валентност). Такива са елементите от I A, II A и III A група на периодичната система.
Повечето химнични елементи проявяват променлива валентност, тъй като участват в образуването на различен брой химични връзки. В каква валетност е даден химичен елемент, зависи от валнетното състояние на неговите атоми, от вида на другите елементи, с които се свързва, от условията, при които е протекла реакцията. Например сярата е двувалентна, когато реагира с водорода и с металите (H2S2, FeS2), а четири- и шествалентна, когато реагира с кислорода (S4O2, S6O3). При недостиг на кислород въглеродът образува СО, в който той е двувалентен, а при излишък на кислород – СО2, в който е четиривалентен.
Променлива валентност проявяват елементите от IV A до VII A група на ПС, а също и преходните елементи от Б групите. Максималната валентност съответства на номера на групата в ПТ.
За определяне на валентността на елементите от IV A до VI A група се използва правилото на Абег, което гласи: сборът от висшата валентост към кислорода и валентността към водорода е равна на осем.

## История
Години продължил научният спор между Жозеф Пруст и Клод Бертоле. Поводът бил съставът на химичните съединения-дали е постоянен или променлив. Победа удържал Пруст, но причината за тази победа се изяснила по-късно. След множество точни анализи и изследвания в края на XVII век френският химик Жозеф Пруст установява Закона за постоянния състав на химичните съединения. Според този закон всяко химично съединение, има точно определен и постоянен състав, независимо от начина на получаването му. Понятието валентност е въведено от Едуард Франкланд през 1852 г.